# Senat Kaisen III
Der Senat Kaisen III amtierte vom 22. Januar 1948 bis 29. November 1951 als 4. Bremer Landesregierung nach dem Zweiten Weltkrieg.
| Amt                                                          | Name                                   | Partei | Partei    |
| ------------------------------------------------------------ | -------------------------------------- | ------ | --------- |
| Bremer Bürgermeister und Präsident des Senats                | Wilhelm Kaisen                         |        | SPD       |
| Bürgermeister                                                | Theodor Spitta                         |        | BDV       |
| Justiz, Verfassung und kirchliche Angelegenheiten            | Theodor Spitta                         |        | BDV       |
| Inneres (ab 2. Februar 1948)                                 | Adolf Ehlers                           |        | SPD       |
| Schulen und Erziehung, Kunst und Wissenschaft                | Christian Paulmann bis 21. Mai 1951    |        | SPD       |
| Gesundheit                                                   | Hans Meineke                           |        | BDV       |
| Finanzen                                                     | Wilhelm Nolting-Hauff                  |        | parteilos |
| Bau                                                          | Emil Theil                             |        | SPD       |
| Häfen und Schifffahrt                                        | Hermann Apelt                          |        | BDV       |
| Wirtschaft und Arbeit                                        | Hermann Wolters                        |        | SPD       |
| Ernährung und Landwirtschaft                                 | Erhard Heldmann bis 14. September 1949 |        | BDV       |
| Ernährung und Landwirtschaft                                 | Hermann Wolters                        |        | SPD       |
| Arbeit, Sozialordnung und Wohnungswesen (bis 13. April 1948) | Willy Ewert                            |        | SPD       |
| Landeskultur (bis 13. April 1948)                            | Hermann Mester                         |        | SPD       |
| Arbeit und Wohlfahrt (ab 18. Mai 1948)                       | Gerhard van Heukelum                   |        | SPD       |
| Wohnungswesen (bis 31. Dezember 1949 und Landeskultur)       | Hermann Mester bis 31. Dezember 1949   |        | SPD       |
| Wohnungswesen (bis 31. Dezember 1949 und Landeskultur)       | Hans Meineke                           |        | BDV       |
| Wirtschaftsforschung und Außenhandel                         | Gustav Wilhelm Harmssen                |        | parteilos |
| politische Befreiung (bis 31. Dezember 1949)                 | Alexander Lifschütz                    |        | parteilos |

Die BDV änderte am 11. Januar 1951 ihren Namen in FDP.